# Liste de jeux Game Boy Color

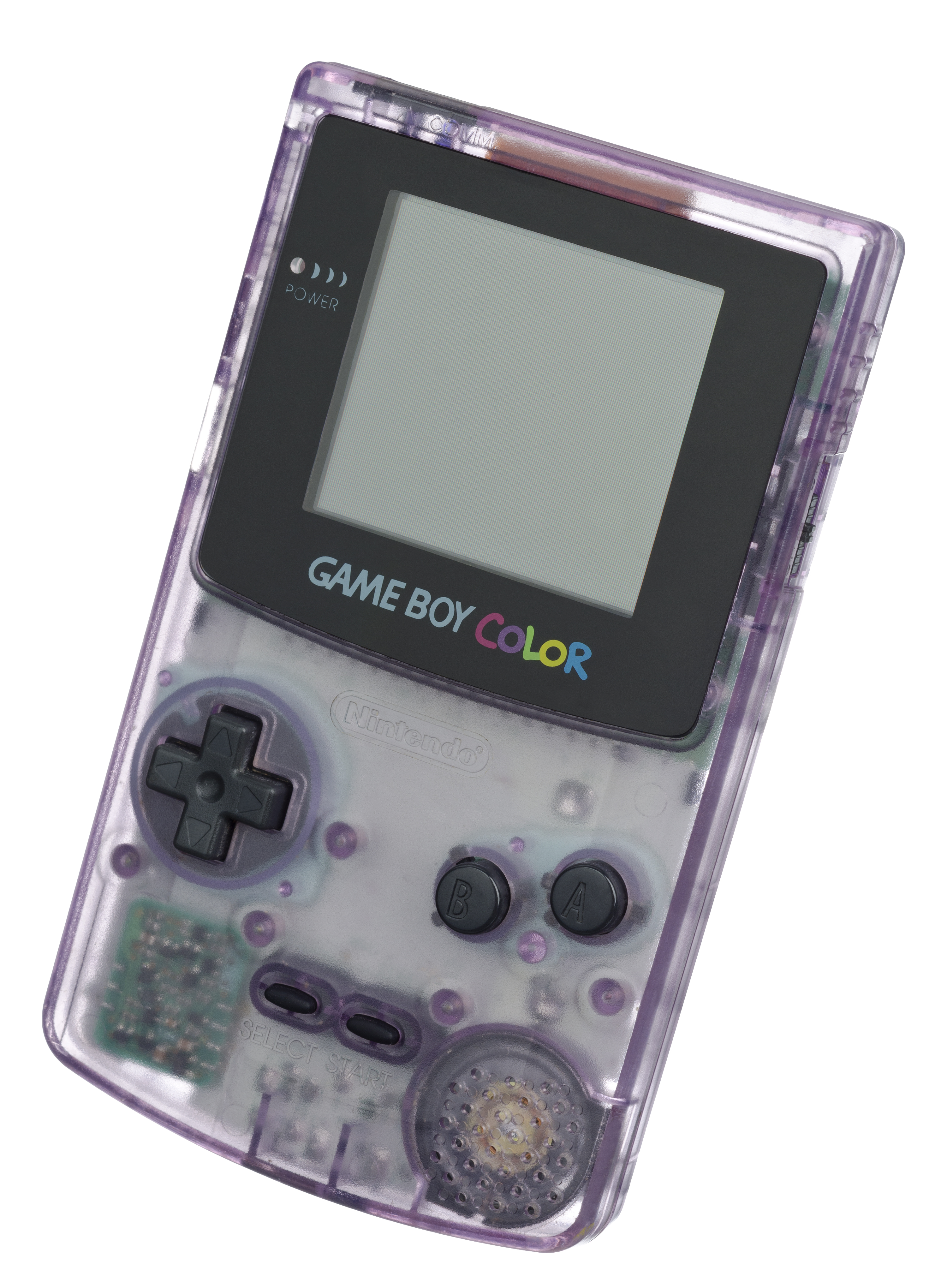
Game Boy Color transparente.

Cette liste de jeux Game Boy Color recense des jeux vidéo édités sur la Game Boy Color, console portable de Nintendo.
Pour un souci de cohérence, la liste utilise les noms français des jeux, si ce nom existe.
Voir aussi :
- Liste de jeux Game Boy
- Liste de jeux Game Boy Advance

Légende :
- * : jeu Seulement sur Game Boy Color (non compatible avec la Game Boy).

- Haut – A
- B
- C
- D
- E
- F
- G
- H
- I
- J
- K
- L
- M
- N
- O
- P
- Q
- R
- S
- T
- U
- V
- W
- X
- Y
- Z

## 0-9
- 10 Pin Bowling * [note 1]
- Les 102 Dalmatiens à la rescousse ! *
- 1 001 Pattes
- 1942 *
- 24 heures du Mans *
- 3-D Ultra Pinball : Le Grand Huit *
- 3D Pocket Pool *
- 4x4 World Trophy
- 720°

## A
- Action Man: Search for Base X *
- Aladdin *
- Alfred's Adventure *
- Alice au pays des merveilles *
- Aliens: Thanatos Encounter *
- All-Star Baseball 2000 *
- All-Star Baseball 2001 *
- Alone in the Dark: The New Nightmare *
- Animal Breeder 3
- Animal Breeder 4 *
- Animastar GB *
- Animorphs *
- AquaLife
- Arcade Hits: Joust & Defender
- Arcade Hits: Moon Patrol & Spy Hunter
- Arle no Bōken: Mahō no Jewel
- Armada F/X Racers *
- Armorines: Project S.W.A.R.M. *
- Army Men *
- Army Men II *
- Army Men: Air Combat *
- Army Men: Sarge's Heroes 2 *
- Arthur's Absolutely Fun Day *
- Astérix : Sur la trace d'Idéfix *
- Astérix et Obélix *
- Astérix et Obélix contre César
- Asteroids
- Atlantide, l'empire perdu *
- ATV Racing
- Austin Powers: Oh Behave! *
- Austin Powers: Welcome to my Underground Lair! *
- Les Aventures de Buzz l'Éclair *
- Azure Dreams

## B
- B-Daman Baku Gaiden: Victory e no Michi
- B-Daman Baku Gaiden V: Final Mega Tune *
- Babe and Friends
- Baby Felix Halloween *
- Backgammon
- Bad Batsumaru *
- Bakukyū Renpatsu!! Super B-Daman Gekitan! Rising Valkyrie!
- Bakusō Dekotora Densetsu GB *
- Bakuten Shoot Beyblade *
- Ballistic
- Balloon Kid
- Barbie: Fashion Pack Games
- Barbie: Magic Genie Adventure *
- Barbie: Ocean Discovery
- Barbie sauve les animaux *
- Barcode Taisen Bardigun
- Bass Masters Classic
- Batman of the Future: Return of the Joker *
- Batman: Chaos in Gotham *
- Battleship: The Classic Naval Combat Game
- BattleTanx *
- Beach 'n Ball *
- BeatMania GB
- BeatMania GB: Gotcha Mix *
- BeatMania GB: Gotcha Mix 2 *
- Beauty and the Beast: A Board Game Adventure
- Benjamin Blümchen: Ein verrueckter Tag im Zoo *
- Beyblade: Fighting Tournament *
- Bibi Blocksberg: Im Bann der Hexenkugel *
- Bibi und Tina: Fohlen Felix in Gefahr *
- Bikkuriman 2000 Charging Card GB
- Billy Bob's Huntin' n Fishin' *
- Bionic Commando: Elite Forces *
- Black Bass: Lure Fishing
- Black Onyx, The *
- Blade *
- Blanche-Neige et les Sept Nains
- Blaster Master: Enemy Below *
- Blue's Clues: Blue's Alphabet Book *
- Bob et Bobette : Les Dompteurs du temps *
- Bob l'éponge : Legend of the Lost Spatula *
- Bob le bricoleur *
- Boku no Camp Ba
- Bomberman Max (Blue Champion et Red Champion) *
- Bomberman Selection *
- Bomberman Quest
- Bōken! Dondoko Shima *
- Brave Saga Shinshō Astaria *
- Buffy contre les vampires *
- Bugs Bunny et Lola Bunny : Opération Carottes
- Bugs Bunny in Crazy Castle 3
- Bugs Bunny in Crazy Castle 4
- Burger Burger Pocket: Hamburger Simulation
- Burger Paradise International *
- Bust-a-Move 4
- Bust-a-Move Millennium *

## C
- Caesar's Palace II *
- Cannon Fodder *
- Card Captor Sakura: Itsumo Sakura-chan to Issho!
- Card Captor Sakura: Tomoe Shōgakkō Daiundōkai *
- Carl Lewis Athletics *
- Carmageddon: Carpalypse Now *
- Casper *
- Catwoman *
- Catz *
- Cauchemar des Schtroumpfs, Le *
- Centipede
- Championship Motocross 2001 featuring Ricky Carmichael *
- Chase H.Q.: Secret Police
- Checkmate
- Chee-Chai Alien *
- Chessmaster
- Chi to Ase to Namida no Kōkō Yakyū *
- Chibi Maruko-Chan: Go Chōnai Minna de Game Dayo! *
- Chicken Run *
- Choro-Q Hyper GB
- Classic Bubble Bobble
- Colin McRae Rally *
- Columns GB: Tezuka Osamu Characters
- Command Master *
- Commander Keen *
- Conker's Pocket Tales
- Cool Bricks *
- Cool Hand
- Crazy Bikers *
- Croc *
- Croc 2 *
- Cross Country Racing
- Cross Hunter (Monster Hunter, Treasure Hunter et X Hunter) *
- Cruis'n Exotica *
- Crystalis *
- Cubix: Robots for Everyone Race n' Robots
- CyberTiger *
- Cyborg Kuro-chan: Devil Fukkatsu!! *
- Cyborg Kuro-chan 2: White Woods no Gyakushū *

## D
- Daa! Daa! Daa! Totsuzen * Card de Battle de Uranai!? *
- Daffy Duck : Un trésor de canard
- Daikaijyū Monogatari: The Miracle of the Zone II
- Daikatana *
- Daiku no Gen San
- Dance Dance Revolution GB *
- Dance Dance Revolution GB2 *
- Dance Dance Revolution GB3 *
- Dance Dance Revolution GB: Disney Mix *
- Dancing Furby
- Data-Navi Pro Yakyū *
- Data-Navi Pro Yakyū 2 *
- Dave Mirra Freestyle BMX *
- David Beckham Soccer *
- David O'Leary's Total Soccer 2000 *
- Deadly Skies *
- Dear Daniel no Sweet Adventure: Kitty-Chan o Sagashite
- Deer Hunter *
- Défi au Tetris magique *
- Déjà Vu I & II *
- Dejiko no Mahjong Party *
- Denki Blocks! *
- Densha de Go! *
- Densha de Go! 2 *
- Dexter's Laboratory: Robot Rampage *
- Dino Breeder 3: Gaia Fukkatsu
- Dino Breeder 4
- Dinosaur'us *
- Dinosaure *
- Diva Starz: Mall Mania
- Dogz *
- Dokapon?! Millennium Quest
- Doki Doki Densetsu: Mahōjin Guruguru *
- DokiDoki Sasete!! *
- Donkey Kong Country *
- Donkey Kong GB: Dinky Kong and Dixie Kong *
- Donald Duck Couak Attack *
- Doraemon: Aruke Aruke Labyrinth
- Doraemon Kimi to Pet no Monogatari
- Doraemon Kart 2
- Doraemon Memories: Nobi Dai no Omoi Izaru Daibōken
- Doraemon no Quiz Boy *
- Doraemon no Quiz Boy 2 *
- Doraemon no Study Boy: Gakushū Kanji Game *
- Doraemon no Study Boy: Kanji Yomikaki Master *
- Doraemon no Study Boy: Kuku Game *
- Doug : La Grande Aventure *
- Dr. Rin ni Kiitemite! *
- Dracula: Crazy Vampire
- Dragon Ball Z : Les Guerriers légendaires *
- Dragon Dance
- Dragon Quest I & II
- Dragon Quest III *
- Dragon Quest Monsters: Terry's Wonderland
- Dragon Quest Monsters 2 (Cobi's Journey et Tara's Adventure)
- Dragon Tales: Dragon Adventures
- Dragon Tales: Dragon Wings *
- Dragon's Lair *
- Driver *
- Dropzone
- DT: Lords of Genomes
- Duke Nukem *
- Dungeon Savior
- DX Jinsei Game *
- DX Monopoly GB

## E
- E.T. l'extra-terrestre et le Jardin Cosmic
- E.T. the Extra-Terrestrial: Escape from Planet Earth
- E.T. the Extra-Terrestrial: Digital Companion
- Earthworm Jim: Menace 2 the Galaxy
- ECW Hardcore Revolution *
- Elie no Atelier GB
- Elmo's 123's
- Elmo's ABC's
- ESPN National Hockey Night *
- European Super League *
- Evel Knievel
- Extreme Ghostbusters *
- Extreme Sports with the Berenstain Bears *

## F
- F-1 World Grand Prix *
- F-18 Thunder Strike *
- F1 Championship : Saison 2000
- F1 Racing Championship *
- F1 World Grand Prix II for Game Boy Color *
- Fairy Kitty no Kaiun Jiten
- Ferret Monogatari: Watashi no Okini Iri *
- FIFA 2000
- Fish Files, The *
- Fix und Foxi: Lupo
- Flipper and Lopaka *
- Force 21 *
- Formula One 2000 *
- Fort Boyard *
- Fourmiz
- Fourmiz Racing *
- Fourmiz : World Sportz *
- Fous du volant, Les *
- Frogger
- Frogger 2 *
- Front Row *
- Fushigi no Dungeon: Furai no Shiren GB2: Sabaku no Majō *

## G
- Gaia Master Duel Card Attacks *
- Gakkyū-Ō Yamazaki
- Gakuen Battle Fishers: Yoky Shiimono wa Tsure *
- Galaga : Objectif Terre *
- Gambler Densetsu *
- Game & Watch Gallery 2
- Game & Watch Gallery 3
- Game Boy Wars 2
- Game Boy Wars 3 *
- Game Conveni 21
- Games Frenzy *
- Ganbare Goemon: Hoshizorashi Dynamites Arawaru!! *
- Ganbare Goemon: Mononoke Dōchū Tobidase Nabe-Bugyō!
- Ganbare Goemon: Sarawareta Ebisumaru!
- Ganbare Goemon: Tengu-tō no Gyakushū!
- GB Harobots *
- Geheimnis der Happy Hippo-Insel, Das *
- Gensōmaden Saiyūki: Sabaku no Shikami *
- Gessō! Dangun Racer Onsoku Buster: Dangun Tama *
- Get Mushi Club: Minna no Konchū Daizukan
- Gex: Enter the Gecko
- Gex: Deep Cover Gecko *
- Ghosts 'n Goblins
- Gift *
- Godzilla: The Series
- Godzilla: The Series - Monster Wars *
- Golf Daisuki!
- Golf Ou: The King of Golf
- Gonta no Okiraku Daibouken *
- Goraku Ō Tango!
- Gran Duel: Shinki Dungeon no Hihō *
- Grand Theft Auto
- Grand Theft Auto 2 *
- Grandia: Parallel Trippers *
- Great Battle Pocket, The
- Gremlins: Unleashed *
- Grinch, The *
- GuruGuru Garacters
- Guruguru Town Hanamaru-Kun *
- Gute Zeiten Schlechte Zeiten Quiz
- Guy Roux Manager 2000 *
- Gyōten Ningen Batseelor: Doctor Guy no Yabō *

## H
- Halloween Racer *
- Hamster Club
- Hamster Club 2
- Hamster Club: Awasete Chu *
- Hamster Club: Oshiema Chu *
- Hamster Monogatari GB + Magi Ham Mahō no Shōjo *
- Hamster Paradise
- Hamster Paradise 2
- Hamster Paradise 3 *
- Hamster Paradise 4 *
- Hamtaro: Ham-Hams Unite! *
- Hana Yori Dango: Another Love Story *
- Hanasaka Tenshi Tenten-Kun no Beat Breaker
- Hands of Time *
- Harley Davidson: Race Across America *
- Harry Potter à l'école des sorciers *
- Harry Potter et la Chambre des secrets *
- Harvest Moon GBC
- Harvest Moon GBC 2
- Harvest Moon GBC 3 *
- Hello Kitty no Beads Factory
- Hello Kitty no Happy House *
- Hello Kitty no Magical Museum
- Hello Kitty no Sweet Adventure: Daniel Kun ni Aitai
- Hello Kitty to Dear Daniel no Dream Adventure *
- Hello Kitty's Cube Frenzy
- Hercules: The Legendary Journeys *
- Hero Hero Kun *
- Heroes of Might and Magic: A Strategic Quest *
- Heroes of Might and Magic II: The Succession Wars *
- Hexcite: The Shapes of Victory
- Hiryu no Ken Retsuden GB *
- Hissatsu Pachinko Boy CR Monster House *
- Hole in One Golf
- Hollywood Pinball
- Holy Magic Century
- Honkaku Hanafuda GB *
- Honkaku Shogi: Shogi Ō
- Honkaku Taisen Shogi: Fu
- Honkaku Yojin Uchi Mahjong: Mahjong Ō
- Hot Wheels: Stunt Track Driver
- Hoyle Card Games *
- Hoyle Casino *
- Hugo 2 1/2
- Hugo : Le Maudit Diamant Noir *
- Hugo : Le Miroir maléfique
- Hunter X Hunter: Hunter no Keifu *
- Hunter X Hunter: Kindan no Hihō
- Hype: The Time Quest *

## I
- Ide Yosuke no Mahjong Kyōshitsu GB *
- Inazuma *
- Île Lego 2, L' : La Revanche de Casbrick *
- Indiana Jones et la Machine infernale *
- Inspecteur Gadget : Opération Madkactus *
- International Karate 2000 *
- International Superstar Soccer 99
- International Superstar Soccer 2000 *
- International Track and Field 2000
- International Track and Field: Summer Games *
- Itsudemo Pachinko GB: CR Monster House *

## J
- J.League Excite Stage GB *
- J.League Excite Stage Tactics *
- Jagainu-kun
- James Bond 007 : Le monde ne suffit pas *
- Jankyūsei: Cosplay * Paradise *
- Janosch: Das grosse Panama-Spiel *
- Jeff Gordon XS Racing
- Jeremy McGrath Supercross 2000 *
- Jet de Go! *
- Jim Henson's Muppets *
- Jimmy White's Cueball *
- Jinsei Game Tomodachi Takusan Tsukurō yo!
- Jisedai Beegoma Battle Beyblade *
- Jissen Yakudatsu Tsumego *
- Joryū Janshi ni Chōsen GB
- Jumpstart Dino Adventure Field Trip
- Jūkō Senki Bullet Battlers

## K
- K.O.: The Pro Boxing *
- Kaijin Zona
- Kaitei Taisensō!! Treasure World
- Kakurenbo Battle Monster Tactics *
- Kakutō Ryōri Densetsu Bistro Recipe (Foodon Battle-Hen et Kettō Bistgarm)
- Kandume Monsters Parfait
- Kanji Boy
- Kanji Boy 2
- Kanji Boy 3 *
- Kanji de Puzzle
- Kapt'n Blaubar: Die verruckte Schatzsuche *
- Karamuchō wa Oosawagi! Okawari!
- Karamuchō wa Oosawagi! Porinkiis to Okashina Nakamatachi
- Karan Koron Gakuen: Hanafuda - Mahjong *
- Karate Joe
- Kaseki Sōsei Reborn II: Monster Digger
- Katō Hifumi Kudan no Shogi Kyōshitsu
- Kawaii Pet Shop Monogatari
- Kawaii Pet Shop Monogatari 2
- Keep the Balance! *
- Keibajō he Gyōkō! Wide
- Keitai Denjū Telefang (Power et Speed)
- Kelly Club: Clubhouse Fun *
- Ken Griffey Jr.'s Slugfest *
- Kettō Beast Wars
- Kidō Senkan Nadesico: Ruriruri Mahjong *
- Kikansha Thomas: Sodor-tō no Nakama-tachi *
- Kindaichi Shōnen no Jikenbo: 10-nenme no Shōtaijō
- Kinniku Banzuke GB: Chōsen Monoha Kimida!
- Kinniku Banzuke GB2: Mezase! Muscle Champion
- Kinniku Banzuke GB3: Shinseiki Survival Retsuden *
- Kirby Tilt 'n' Tumble * [note 2]
- Kirikou *
- Kisekae Series 2: Oshare Nikki *
- Kisekae Series 3: Kisekae Hamster *
- Klax *
- Klustar
- Knockout Kings *
- Koguru GuruGuru
- Konami GB Collection Vol.1
- Konami GB Collection Vol.2
- Konami GB Collection Vol.3
- Konami GB Collection Vol.4
- Konami Winter Games *
- Konchū Fighters *
- Konchū Hakase 2
- Konchū Hakase 3 *
- Kotobattle: Tengai no Moribito *
- Kōshien Pocket
- KRTL: Jay und die Spielzeugdiebe *
- Kuzco, l'empereur mégalo *

## L
- Laura et le Secret du diamant *
- Legend of the River King GB
- Legend of the River King 2
- Legend of Zelda, The: Link's Awakening DX
- Legend of Zelda, The: Oracle of Ages *
- Legend of Zelda, The: Oracle of Seasons *
- Lego Alpha Team *
- Lego Racers *
- Lego Stunt Rally *
- Lemmings and Oh No! More Lemmings *
- Lil' Monster
- Little Magic *
- Little Mermaid 2, The: Pinball Frenzy *
- Little Nicky *
- Livre de la jungle, Le : L'Aventure de Mowgli *
- LNF Stars 2001 *
- Lode Runner: Domdom Dan no Yabō!
- Lodoss Tō Senki: Eiyū Kishiden
- Logical *
- Looney Tunes
- Looney Tunes: Carrot Crazy
- Looney Tunes Collector : Alerte aux Martiens ! *
- Looney Tunes Collector : La Revanche des Martiens *
- Looney Tunes Racing *
- Looney Tunes : Opréation petit-déjeuner
- Loppi Puzzle Magazine: Hirameku Dai-2-Ji
- Loppi Puzzle Magazine: Hirameku Dai-3-Ji
- Loppi Puzzle Magazine: Hirameku Sōkangō
- Loppi Puzzle Magazine: Kangaroo Dai-2-Ji
- Loppi Puzzle Magazine: Kangaroo Dai-3-Ji
- Loppi Puzzle Magazine: Kangaroo Sōkangō
- Love Hina Party *
- Love Hina Pocket *
- Luca no Puzzle de Daibōken!
- Lucky Luke *
- Lucky Luke : Le Train des desperados  *
- Lufia: The Legend Returns *

## M
- M&M's Minis Madness *
- Macross 7: Ginga no Heart o Furuwa Sero!! *
- Madden NFL 2000
- Madden NFL 2001 *
- Madden NFL 2002
- Magi Nation *
- Magical Chase *
- Magical Drop *
- Mahjong Joō
- Mahjong Quest
- Majokko Mari-chan no Kisekae Monogatari
- Marble Madness *
- Marie no Atelier GB
- Mario Family *
- Mario Golf *
- Mario Tennis *
- Mary-Kate and Ashley: Crush Course
- Mary-Kate and Ashley: Get a Clue!
- Mary Kate and Ashley: Pocket Planner
- Mary Kate and Ashley: Winners Circle *
- Mask of Zorro, The *
- Mat Hoffman's Pro BMX *
- Matchbox Caterpillar Construction Zone
- Matchbox Emergency Patrol *
- Maus, Die *
- Maus, Die: Verrueckte Olympiade *
- Maya the Bee and Her Friends
- Maya the Bee: Garden Adventures *
- McDonalds Monogatari: Honobono Tenchō Ikusei Game *
- Medarot 2 (Kabuto, Kuwagata et Parts Collection)
- Medarot 3 (Kabuto, Kuwagata et Parts Collection: Z Kara no Chōsenjō) *
- Medarot 4 (Kabuto et Kuwagata) *
- Medarot 5: Susutake Mura no Tenkōsei (Kabuto et Kuwagata) *
- Medarot Card Robottle (Kabuto et Kuwagata)
- Mega Man Xtreme
- Mega Man Xtreme 2 *
- Megami Tensei Gaiden: Last Bible II
- Meitantei Conan: Karakuri Jiin Satsujin Jiken
- Meitantei Conan: Kigantō Hihō Densetsu
- Meitantei Conan: Norowareta Kōro
- Men in Black: The Series
- Men in Black 2: The Series *
- Merlin *
- Metal Gear Solid: Ghost Babel *
- Metal Walker
- Metamode *
- Mia Hamm Soccer Shootout *
- Mickey's Racing Adventure *
- Mickey's Speedway USA *
- Micro Machines 1 and 2: Twin Turbo *
- Micro Machines V3 *
- Micro Maniacs *
- Microsoft: The Best of Entertainment Pack *
- Microsoft Entertainment Pack: The Puzzle Collection *
- Microsoft Pinball Arcade *
- Minna no Shogi: Shokyūhen
- Minnie and Friends: Yume no Kuni o Sagashite *
- Missile Command *
- Mission des Schtroumpfs, La *
- Mission impossible *
- Mizuki Shigero no Shin Yōkaiden *
- Mobile Golf
- Mobile Trainer
- Momotarō Densetsu 1-2 *
- Monkey Puncher
- Monopoly
- Monster Race 2
- Monster Rancher Battle Card GB
- Monster Rancher Explorer *
- Monster Traveler *
- Monstres et Cie
- Montezuma's Return!
- Moomin's Tale *
- Moorhen 3: Chicken Chase *
- Moorhuhn 2: Die Jagd Geht Weiter *
- Mortal Kombat 4
- Mr. Driller *
- Mr. Nutz *
- Ms. Pac-Man: Special Color Edition
- MTV Sports: Pure Ride *
- MTV Sports: Skateboarding - Featuring Andy Macdonald *
- MTV Sports: T.J. Lavin's Ultimate BMX *
- Mummy, The *
- Mummy Returns, The *
- Muteki-Oh Tri-Zenon *

## N
- Nakayoshi Cooking Series 1: Oishii Cake-ya-san *
- Nakayoshi Cooking Series 2: Oishii Panya-san *
- Nakayoshi Cooking Series 3: Tanoshii Obentō *
- Nakayoshi Cooking Series 4: Tanoshii Dessert *
- Nakayoshi Cooking Series 5: Cake o Tsukurō *
- Nakayoshi Pet Series 1: Kawaii Hamster
- Nakayoshi Pet Series 2: Kawaii Usagi
- Nakayoshi Pet Series 3: Kawaii Koinu *
- Nakayoshi Pet Series 4: Kawaii Koneko *
- Nakayoshi Pet Series 5: Kawaii Hamster 2 *
- NASCAR 2000 *
- NASCAR Challenge *
- NASCAR Heat *
- NASCAR Racers *
- Nations, The: Land of Legends
- NBA 3 on 3 Featuring Kobe Bryant
- NBA Hoopz *
- NBA in the Zone 2000 *
- NBA Jam 99
- NBA Jam 2001 *
- NBA Pro '99
- NBA Showtime: NBA on NBC *
- Net de Get: Mini-Game @ 100 *
- Network Bōkenki Bugsite (Alpha et Beta) *
- New Addams Family Series, The
- New Adventures of Mary-Kate and Ashley, The
- NFL Blitz
- NFL Blitz 2000 *
- NFL Blitz 2001 *
- NHL 2000
- NHL Blades of Steel
- NHL Blades of Steel 2000 *
- Nicktoons Racing *
- Nintama Rantarō: Ninjutsu Gakuen ni Nyūgaku Shiyō no Dan *
- Nisemon: Puzzle da Mon! *
- No Fear Downhill Mountain Biking *
- Nobunaga no Yabō Game Boy Han 2
- Nushi Tsuri Adventure: Kite no Bōken *
- NSYNC: Get to the Show
- NYR: New York Race *

## O
- Ō Dorobō Jing (Angel et Devil)
- Oddworld Adventures 2
- Oha Star Dance Dance Revolution GB *
- Oha Suta Yama-chan and Raymond
- Oide Rascal *
- Ojarumaru: Mitsunegai Jinja no Ennichi de Ojaru!
- Ojarumaru: Tsukiyo ga Ike no Takaramono
- One Piece: Maboroshi no Grand Line Bōkenki!
- One Piece: Yume no Luffy Kaizoku dan Tanjō!
- Original Moorhuhn Jagd, Die *
- Othello Millennium
- Ottifanten: Kommando Stortebeker *
- Oui-Oui *
- Owarai Yowiko no Game Michi: Oyaji Sagashite 3 Chōme

## P
- Pac-Man: Special Color Edition
- Pachi Pachi Pachi-Slot: New Pulsar Hen
- Pachinko CR Mōretsu Genjin T
- Pachinko Hissō Guide: Data no Ōsama
- Paperboy *
- Papyrus *
- Perfect Choro Q *
- Perfect Dark * [note 1]
- Petit Dinosaure, Le *
- Pia Carrot e Yōkoso!! 2.2 *
- Pierrafeu, Les : Burgertime in Bedrock *
- Pitfall: Beyond the Jungle
- Planète des singes, La *
- Player Manager 2001 *
- Pocket Billiard Fank: The 9 Ball *
- Pocket Bomberman
- Pocket Bowling
- Pocket Color Billiard *
- Pocket Color Mahjong
- Pocket Color Trump
- Pocket Cooking *
- Pocket Densha 2
- Pocket Family GB2 *
- Pocket G1 Stable
- Pocket Hanafuda *
- Pocket King
- Pocket Lure Boy *
- Pocket Music *
- Pocket Pro Wrestling: Perfect Wrestler *
- Pocket Pro Yakyū *
- Pocket Racing *
- Pocket Soccer *
- Pokémon Or et Argent
- Pokémon Cristal *
- Pokémon Pinball [note 1]
- Pokémon Puzzle Challenge *
- Pokémon Trading Card Game
- Pokémon Card GB2: Here Comes Team Great Rocket! *
- Polaris SnoCross *
- Pong: The Next Level *
- Pop'n Music GB *
- Pop'n Music GB Animation Melody *
- Pop'n Music GB Disney Tunes *
- Pop'n Pop
- Portal Runner *
- Power Pro Kun Pocket
- Power Pro Kun Pocket 2
- Power Quest
- Power Rangers : La Force du temps *
- Power Rangers: Lightspeed Rescue *
- Powerpuff Girls, The : L'Affreux Mojo Jojo *
- Powerpuff Girls, The : Bulle contre Lui *
- Powerpuff Girls, The : Panique à Townsville *
- Poyon no Dungeon Room
- Poyon no Dungeon Room 2 *
- Prince Naseem Boxing *
- Prince of Persia
- Pro Darts *
- Pro Mahjong Kiwame GB
- Pro Mahjong Tsuwamono GB
- Pro Mahjong Tsuwamono GB2 *
- Pro Pool *
- Pro:Foot
- Project S-11 *
- Puchi Carat
- Pumuckls Abenteuer bei den Piraten *
- Pumuckls Abenteuer im Geisterschloss *
- Puyo Puyo Gaiden: Puyo Wars
- Puyo Puyo Sun
- Puyo Puyo~n *
- Puzzle de Shōbuyo! Wootama-chan
- Puzzle Master
- Puzzled *

## Q
- Q*bert *
- Qix Adventure *
- Quest for Camelot
- Quest: Brian's Journey
- Qui veut gagner des millions ? Seconde Édition *
- Qui Qui

## R
- R-Type DX
- Racin' Ratz *
- Rainbow Islands: The Story of Bubble Bobble 2 *
- Raku x Raku: Mishin
- Rampage World Tour
- Rampage 2: Universal Tour *
- Rampart *
- Rayman *
- Rayman 2 Forever *
- Razmoket, le film - Les
- Razmoket à Paris, le film - Les *
- Razmoket, Les : 100% Angelica *
- Razmoket, Les : Voyage dans le temps
- Razor Freestyle Scooter *
- Ready 2 Rumble Boxing *
- Real Pro Yakyū! (Central League et Pacific League)
- Rescue Heroes: Fire Frenzy *
- Reservoir Rat
- Resident Evil Gaiden *
- Return of the Ninja *
- Revelations: The Demon Slayer
- Rhino Rumble *
- Rip-Tide Racer
- Road Champs: BXS Stunt Biking *
- Road Rash *
- Roadsters
- Robin Hood *
- RoboCop *
- Robopon (Moon, Sun, Star et Comic Bom Bom Special)
- Robot Wars: Metal Mayhem *
- Rocket Power : La Glisse de l'extrême *
- Rocky Mountain: Trophy Hunter *
- Roi Lion, Le : La formidable aventure de Simba *
- Rokumon Tengai Mon Colle Knight GB *
- Roland Garros 2000 *
- Romance of the Three Kingdoms II
- Ronaldo V-Football *
- Roswell, la conspiration *
- Route d'Eldorado, La : Pour l'or et la gloire *
- Rox
- RPG Tsukuru GB *

## S
- Sabrina the Animated Series: Spooked!
- Sabrina the Animated Series: Zapped! *
- Safari de Winnie l'ourson, Le *
- Sakata Goro Kudan no Renju Kyōshitsu
- Sakura Taisen GB *
- Sakura Taisen GB2 *
- Samurai Kid *
- San Francisco Rush 2049 *
- Sanrio Time Net (Kako et Mirai)
- Santa Claus Junior
- Scooby-Doo! Classic Creep Capers *
- Scrabble *
- SD Hiryu no Ken EX
- Seipoi Densetsu
- Seme COM Dungeon: Drururuaga
- Senkai Ibunroku Juntei Taisen
- Sesame Street: The Adventures of Elmo in Grouchland
- Sesame Street Sports *
- Sgt. Rock: On the Frontline *
- Shadowgate Classic
- Shaman King: Chō Senjiryakketsu (Funbari et Meramera) *
- Shamus
- Shanghai Pocket
- Shantae
- Shaun Palmer's Pro Snowboarder
- Shérif, fais moi peur *
- Shin Megami Tensei: Devil Children (Aka, Kuro et Shiro *)
- Shin Megami Tensei Trading Card: Card Summoner *
- Shinseiki Evangelion Mahjong Hokan Keikaku *
- Shogi 2
- Shogi 3
- Shrek: Fairytale Freakdown *
- Shutokō Racing, The
- Simpsons, The: Night of the Living Treehouse of Horror *
- Snoopy Tennis *
- Snowboard Champion *
- Soccer Manager *
- Soreike! Anpanman: 5tsu no Tō no Ōsama *
- Soreike! Anpanman: Fushigi na Nikoniko Album
- Sōkoban Densetsu: Hikari to Yami no Kuni
- Soul Getter: Hōkago Bōken RPG
- Space Invaders
- Space Marauder *
- Space Station Silicon Valley
- Space-Net (Cosmo Blue et Cosmo Red) *
- Spawn *
- Speedy Gonzales: Aztec Adventure
- Spider-Man *
- Spider-Man 2: The Sinister Six *
- Spirou : La Panique mécanique *
- Spy vs. Spy *
- Star Ocean: Blue Sphere
- Star Wars: Yoda Stories
- Star Wars Episode I: Racer * [note 1]
- Star Wars Episode I: Obi-Wan's Adventures *
- Street Fighter Alpha: Warriors' Dreams *
- Stuart Little : La Folle Escapade *
- Super Black Bass: Real Fight *
- Super Bombliss DX
- Super Breakout
- Super Chinese Fighter EX *
- Super Doll Rika-Chan: Kisekae Taisakusen *
- Super GALS! Kotobuki Ran *
- Super GALS! Kotobuki Ran 2 *
- Super Mario Bros. Deluxe *
- Super Me-Mail GB: Me-Mail Bear no Happy Mail Town *
- Super Real Fishing *
- Super Robot Pinball *
- Super Robot Taisen: Link Battler
- Supercross Freestyle *
- Supreme Snowboarding *
- Survival Kids
- Survival Kids 2: Dasshutsu! Futago Shima
- Suzuki Alstare Extreme Racing *
- Sweet Ange
- Swing *
- SWIV *
- Sylvania Melody
- Sylvanian Families: Otogi no Kuni no Pendant
- Sylvanian Families 2: Irozuku Mori no Fantasy *
- Sylvanian Families 3: Hoshifuru Yoru no Sunatokei *

## T
- Tabaluga
- Tales of Phantasia: Narikiri Dungeon
- Tanimura Hitoshi no Don Quixote ga Iku *
- Tarzan *
- Tasmanian Devil: Munching Madness
- Taxi 2 *
- Taxi 3
- Tech Deck Skateboarding *
- Test Drive 2001 *
- Test Drive 6
- Test Drive Cycles *
- Tetris DX
- Thunderbirds *
- Tibère et la Maison bleue
- Tiger Woods PGA Tour 2000
- Tintin au Tibet *
- Tintin : Le Temple du Soleil *
- Tiny Toon Adventures: Buster Saves the Day *
- Tiny Toon Adventures: Dizzy's Candy Quest *
- Titeuf *
- Titi et Grosminet : Déjeuner en cavale
- Titi et le Tour du monde en 80 chats *
- Titus the Fox: To Marrakech and Back
- TNN Outdoors Fishing Champ
- TOCA Touring Car Championship *
- Toki Tori *
- Tokimeki Memorial Pocket (Culture Hen et Sport Hen)
- Tokoro-san no Setagaya Country Club
- Tom and Jerry *
- Tom and Jerry in House Trap *
- Tom and Jerry: Mouse Hunt *
- Tom Clancy's Rainbow Six *
- Tomb Raider *
- Tomb Raider : La Malédiction de l'épée *
- Tonic Trouble *
- Tonka Construction Site
- Tonka Raceway *
- Tony Hawk's Skateboarding *
- Tony Hawk's Pro Skater 2 *
- Tony Hawk's Pro Skater 3 *
- Toobin' *
- Toonsylvania *
- Top Gear Rally * [note 1]
- Top Gear Rally 2 *
- Top Gun: Firestorm *
- Totsugeki! Pappara Tai
- Tottoko Hamtaro *
- Towers: Lord Baniff's Deceit *
- Toy Story 2 : Buzz l'Éclair à la rescousse !
- Toy Story Racer *
- Trade and Battle Card Hero
- Trick Boarder *
- Triple Play 2001 *
- Trouballs *
- Tsuri Ikotsu!! *
- Tsuri Sensei 2
- Turok: Rage Wars *
- Turok 2: Seeds of Evil
- Turok 3: Shadow of Oblivion *
- Tweenies: Doodles' Bones *

## U
- Uchūjin Tanaka Tarō de RPG Tsukūru GB2 *
- Ultimate Fighting Championship *
- Ultimate Paintball *
- Ultimate Surfing *
- Uno

## V
- V.I.P. *
- V-Rally: Championship Edition *
- Vegas Games *
- Vigilante 8 *
- Les Visiteurs

## W
- Walt Disney World Quest: Magical Racing Tour *
- Warauinu no Bōken GB: Silly Go Lucky! *
- Wario Land II
- Wario Land 3*
- Warlocked *
- Warriors of Might and Magic *
- Watashi no Kitchen *
- Watashi no Restaurant *
- WCW Mayhem *
- Wendy: Every Witch Way
- Wetrix GB *
- Wild Thornberrys, The: Rambler *
- Wings of Fury
- Winnie l'ourson : Aventures dans la forêt des rêves bleus *
- Wizardry: Proving Grounds of the Mad Overlord *
- Wizardry II: The Knight of Diamonds *
- Wizardry III: Legacy of Llylgamyn *
- Wizardry Empire *
- Wizardry Empire: Fukkatsu no Tsue *
- Woody Woodpecker : À l'assaut du parc Buzz Buzzard ! *
- Woody Woodpecker Racing *
- World Destruction League: Thunder Tanks *
- Worms Armageddon *
- WWF Attitude *
- WWF Betrayal *
- WWF WrestleMania 2000

## X
- X-Men: Mutant Academy *
- X-Men: Mutant Wars *
- X-Men: Wolverine's Rage *
- Xena: Warrior Princess *
- Xtreme Sports *
- Xtreme Wheels *

## Y
- Yakōchū GB *
- Yannick Noah 2000
- Yars' Revenge
- Yu-Gi-Oh! Duel Monsters II
- Yu-Gi-Oh! Duel des ténèbres *
- Yu-Gi-Oh! Duel Monsters 4 (Jōnōchi, Kaiba et Yūgi) *
- Yu-Gi-Oh! Monster Capsule GB

## Z
- Zebco Fishing! *
- Zen-Nippon Shōnen Soccer Taikai: Mezase Nippon Ichi! *
- Zidane Football Generation *
- Zoboomafoo: Playtime in Zobooland
- Zoids: Jashin Fukkatsu! Genobreaker Hen
- Zoids: Shirogane no Jūkishin Liger Zero *
- Zok Zok Heroes *

- Haut – A
- B
- C
- D
- E
- F
- G
- H
- I
- J
- K
- L
- M
- N
- O
- P
- Q
- R
- S
- T
- U
- V
- W
- X
- Y
- Z

## Jeux annulés
- Absolute X[1]
- AMF Bowling[2]
- Army Men: Arcade Blast[3]
- ATV Racing[4]
- Batman Racing[5]
- Billard Club[6]
- Boon Boon Kabun[7]
- Brunswick Pro Pool[8]